# مرکولایفکا
مرکولایفکا (به لاتین: Merkulayevka) یک منطقهٔ مسکونی در روسیه است که در آدیغیه واقع شده‌است.